# Oxford University AFC
Der Oxford University Association Football Club (kurz: Oxford University oder Oxford University AFC; Abkürzung: OUWAFC) ist ein englischer Fußballverein, der die Universität von Oxford vertritt. Er ist dem Fußballverband als Oxford University FA angeschlossen und hat eine Vertretung im FA Council, die der eines County Football Association entspricht.
Die Universität Oxford war einer der ersten Gewinner des FA Cups, der 1874 durch einen Sieg über die Royal Engineers errungen wurde. Der Verein spielt derzeit in der BUCS Football League, dem Ligasystem der British Universities and Colleges Sport (BUCS). Im Jahr 2020 fusionierte der Verein mit dem Oxford University Women’s Association Football Club (OUWAFC), um einen einzelnen Verein zu bilden.

## Geschichte
Der am 9. November 1871 gegründete Verein war einer der besten Vereine der 1870er Jahre, gewann 1874 den FA Cup mit 2:0 gegen die Royal Engineers und beendete den Wettbewerb 1873, 1877 und 1880, dem letzten Jahr, in dem er antrat, als unterlegener Finalteilnehmer. Der Verein fusionierte 2020 mit dem Frauenverein OUWAFC.
1921 verließ der Verein den Rugbyplatz an der Iffley Road, den er sich mit dem Oxford University Rugby Football Club teilte, und zog in das nahe gelegene Iffley Road Stadium um.
In den 1950er Jahren wurde der Verein Pegasus aus den Mannschaften der Universitäten Oxford und Cambridge gebildet.
Der OUAFC nimmt an den Ligen der British University and College Sports (BUCS) teil und bestreitet das jährliche Varsity Football Match gegen die Cambridge University. Im Jahr 2016 spielte Arnaud Trébaol, ehemaliger Spieler von Royal Excel Mouscron, ehemaliger Experte für Finanzstabilität bei der Europäischen Zentralbank und derzeitiger Wirtschaftswissenschaftler bei der Banque de France.

## Erfolge
- FA Cup
  - Sieger: 1874[7]
  - Finalist: 1873, 1877 und 1880[8]